# Jerzy Bitter

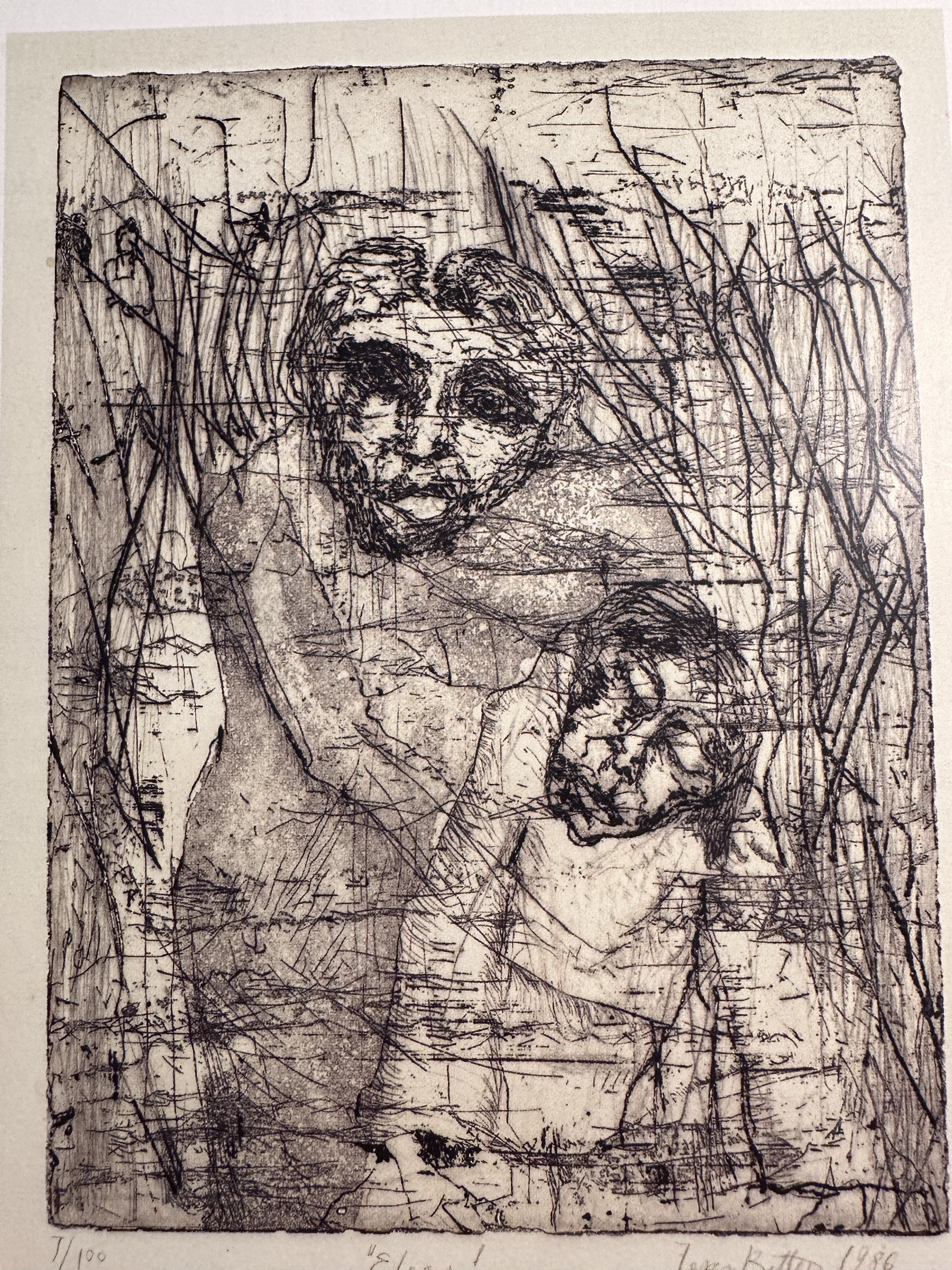
Eulegy Jerzego Bittera (praca z 1986)

Jerzy Bitter, Fishel Bitter, Yurek Bitter, Jerzy Medziński (ur. 4 kwietnia 1941 we Lwowie, zm. 7 lutego 2020) – polsko-amerykański malarz, znany z dzieł przedstawiających tematykę Holocaustu.

## Życiorys
Jerzy Bitter urodził się 4 kwietnia 1941 we Lwowie. Jego matka, Cecylia z domu Hirszfeld (1912–2005), była ekonomistką i technologiem żywienia, a ojciec, Marek (ok. 1902–1965), był po wojnie działaczem Centralnego Komitetu Żydów Polskich. Rodzina nie była religijna i wyznawała ideały komunistyczne i socjalistyczne.
Rodzina przesiedliła się do getta w Warszawie. W 1942 matka wraz z nim uciekła i ukryła go na Sadybie, po stronie aryjskiej, początkowo u swoich dawnych nauczycielek ze szkoły w Krakowie, Marii Strasburger i Zofii Czerny. Od 1942 do 1944 wraz z matką mieszkał w mieszkaniu państwa Juliusza i Czesławy Malewskich, a po powstaniu warszawskim przedostali się do Wieliczki. Po wojnie rodzina powróciła do Warszawy. Początkowo mieszkała razem w mieszkaniu z Pawłem Zelickim. Około 1945 Jerzy Bitter przebywał w Domu Dziecka w Otwocku pod opieką Luby Blum-Bielickiej. Dowiedział się wtedy, że jego prawdziwe nazwisko to Bitter, a nie Miedziński.
Studiował na Politechnice Warszawskiej, uzyskując w 1965 magisterium z chemii w 1965. Wyjechał do Izraela, gdzie rozpoczął studia doktoranckie w Instytucie Naukowym Weizmana (1965–1967). Po wypadku motocyklowym nie był w stanie kontynuować studiów chemicznych. W 1968 wyemigrował do Stanów Zjednoczonych, gdzie rozpoczął studia artystyczne na New York University, uzyskując w 1975 tytuł magistra sztuk pięknych.
Malował tylko jedną ręką. W 2019 upadł w swoim studio i z powodu zakrzepu krwi amputowano mu nogę. Zmarł na początku pandemii COVID w 2020.

## Kariera artystyczna
Malowanie było częścią jego terapii po wypadku. O swoim malarstwie pisał:

Po wojnie, w zniszczonej Warszawie, byłem jednym z niewielu żydowskich dzieci, które przetrwały Holocaust i jednym z nielicznych dzieci, które przetrwały getto warszawskie. Jako dziecko słuchałem ludzi, którzy wyłonili się z ukrycia, z obozów, z udawania bycia gojami. W moim domu po wojnie było tak, jakby wojna nadal trwała. Ludzie, którzy przeżyli, nie byli w stanie przestać opowiadać swoich historii. Pamiętam, jak siedziałem na sofie, podczas gdy przyjaciółka mojego ojca, która przeżyła Auschwitz, opowiadała swoją historię. Miała ogoloną głowę. Miałem wtedy cztery lata. Mój ojciec miał bardzo dużą bibliotekę wspomnień i zdjęć z Holocaustu. Kiedy miałem siedem, osiem i dziewięć lat, zanurzałem się w czytaniu i oglądaniu tych zdjęć. Holocaust wydawał się bardziej rzeczywisty niż rzeczywisty świat... wciąż czuję w sobie uczucie straty.
Czuję teraz, że przez wiele lat wzbierał we mnie ból, przygotowując mnie, abym stał się malarzem smutku. Chcę, aby odbiorcy czuli cierpienie ludzi jako osób, jako jednostek, a nie jako tłumu. To moi dziadkowie zginęli, moi kuzyni. Chcę, aby odbiorcy wyobrażali sobie, co czuły dzieci ocalalałe z Holocaustu po stracie wszystkich.

Pozostawił po sobie spuściznę około 250 obrazów, z których większość przedstawia tematykę Holocaustu, tylko nieliczne obrazy dotyczą innej tematyki, kilka przedstawia jego psa Pinokia. Miał swoje studio na rogu 52 ulicy i 10 avenue w Nowym Jorku.
W 2021 roku galeria Upstairs Gallery at Congregation Shomrei Emunah in Montclair zorganizowała retrospektywną wystawę jego obrazów. Twórczość artysty znajduje się w stałych kolekcjach United States Holocaust Memorial Museum w Waszyngtonie, D.C., Jewish Museum w Nowym Jorku, Museum of the Ghetto Fighter w Hajfie, Izrael oraz Art and Culture Center of Hollywood na Florydzie.
Za swojego życia Bitter miał liczne indywidualne wystawy, w tym w prywatnej galerii w Montclair w stanie New Jersey w 2013, w The Kosciuszko Foundation w Nowym Jorku w 1995, a także wystawę akwareli i rycin upamiętniającą powstanie w getcie w 1943 w Amsterdamie w 1995. Jego prace były również prezentowane m.in. w Galerii Unitarian Universalist Fellowship of Huntington w Northport w 1995, w Ambasadzie Rzeczypospolitej Polskiej w Waszyngtonie w 1993, w Ministerstwie Kultury i Sztuki w Warszawie w 1993, w National Arts Center Salon w Ottawie w 1993, w Jewish Community Center w Pittsburghu w 1992.
Uczestniczył również w wielu wystawach grupowych, m.in. w One-by-One, Multimedia Exhibit at Carver Public Library w Carver w 1999, w Hudson Guild Art Gallery w Nowym Jorku w 1993, w Holocaust Museum w Auschwitz w 1990, w American Institute of Polish Culture w Miami w 1990, w Cork Gallery w Lincoln Center w Nowym Jorku w 1989.

## Życie prywatne
Jerzy ożenił się w czasie studiów w New York University, miał córkę Ewę. Mieszkał i pracował w Nowym Jorku. Napisał wspomnienia. Wraz z matką jest autorem książki Obserwacje i opowieści z dzieciństwa w czasie Holocaustu, w której wspomnienia z dzieciństwa ilustrowane są jego obrazami.